# Norman Carr
Pour les articles homonymes, voir Carr.
Norman Joseph Carr, né le 19 juillet 1912 et mort le 1er avril 1997, est un écologiste britannique qui travailla à la protection de la faune sauvage en Afrique centrale et australe.

## Biographie
Né dans le comptoir britannique de Chinde à l’embouchure du Zambèze, il passe ses premières années en Afrique, avant de poursuivre ses études en Grande-Bretagne.
Revenu au Nyasaland en 1929, il traque éléphants destructeurs et lions mangeurs d’hommes à la demande du gouvernement.
Il est ensuite responsable du service des chasses dans la célèbre vallée de la Luangwa, région sauvage à la frontière de la Rhodésie du Nord (Zambie) et du Nyasaland (Malawi).
Durant la Seconde Guerre mondiale, il sert dans les fusiliers royaux africains et participe à la campagne d’Abyssinie. Il termine la guerre comme capitaine et membre de l’ordre de l'Empire britannique.
Fasciné par la faune sauvage, il élève deux lions qui partagent sa vie en brousse. Grand connaisseur de la nature, il observe et étudie aussi les oiseaux et leur migration. Il prend ainsi conscience de la nécessité de préserver les différents biotopes et travaille notamment à la création de parcs nationaux au Malawi, en Zambie et au Zimbabwe dans les années 1950 et 1960. Il participe au lancement du “Rhino trust” dans les années 1970 (qui est aujourd’hui un programme du WWF), rend la liberté à ses deux lions apprivoisés et instaure des programmes d’initiation à l’écologie pour les enfants de la vallée de la Luangwa où il habite.
Norman Carr a le privilège de reposer aujourd'hui dans le magnifique parc de SOUTH LUANGWA au lieu-dit « wafa ». Il est enterré sous une simple dalle de pierre où sont représentés ses deux lions. De magnifiques ébéniers veillent sur son repos.

## Œuvres
- Return to the Wild (1962).- Autobiographie. Traduction française : Retour à la vie sauvage, Paris, Stock, 1963
- The White Impala (1969).- Autobiographie. Traduction française : L’impala blanc. Histoire d’un chasseur en Afrique, Paris, Stock, 1971 &  L'impala blanc : chasse et faune de la Luangwa, Rhodésie, 1929-1962, Paris, Montbel, coll. « Les aventuriers voyageurs », 9 novembre 2007, 300 p. (ISBN 978-2-9143-9068-2 et 2914390688, OCLC 470543072)
- Some Common Trees and Shrubs of Luangwa Valley (1978)
- A guide to the wildlife of the Luangwa Valley (1987)
- Valley of the Elephants (1992)
- Kakuli (1996)